# Блежани (Валча)
Блежани (рум. Blejani) насеље је у Румунији у округу Валча у општини Скунду. Oпштина се налази на надморској висини од 222 m.

## Становништво
Према подацима из 2002. године у насељу је живело 604 становника, од којих су сви румунске националности.